# Лагерь беженцев Шуафат
Лагерь беженцев Шуафат (иногда Шоафат, Шуфат, ивр. מחנה הפליטים שועפאט‎ Махане плитим Шоафат араб. مُخَيَّم لاجِئين شعفاط‎) — палестинский лагерь беженцев на северо-востоке Иерусалима.
Расположен между арабским районом Рас-Хамис на западе, еврейским Писгат-Зеэв на севере, Дахьят-а-Салам на востоке и Французской горкой.
Это единственный лагерь палестинских беженцев, расположенный внутри Иерусалима (и вообще в любом управляемом Израилем районе).
Лагерь в основном обслуживается Ближневосточным агентством ООН для помощи палестинским беженцам и организации работ, несмотря на то, что 40 — 50 % населения лагеря не зарегистрированы в качестве беженцев.
Не следует путать лагерь беженцев Шуафат и район Шуафат, расположенный в километре на запад от него.
Несмотря на то что лагерь является муниципальной частью Иерусалима, он отделён от него забором безопасности.

## История

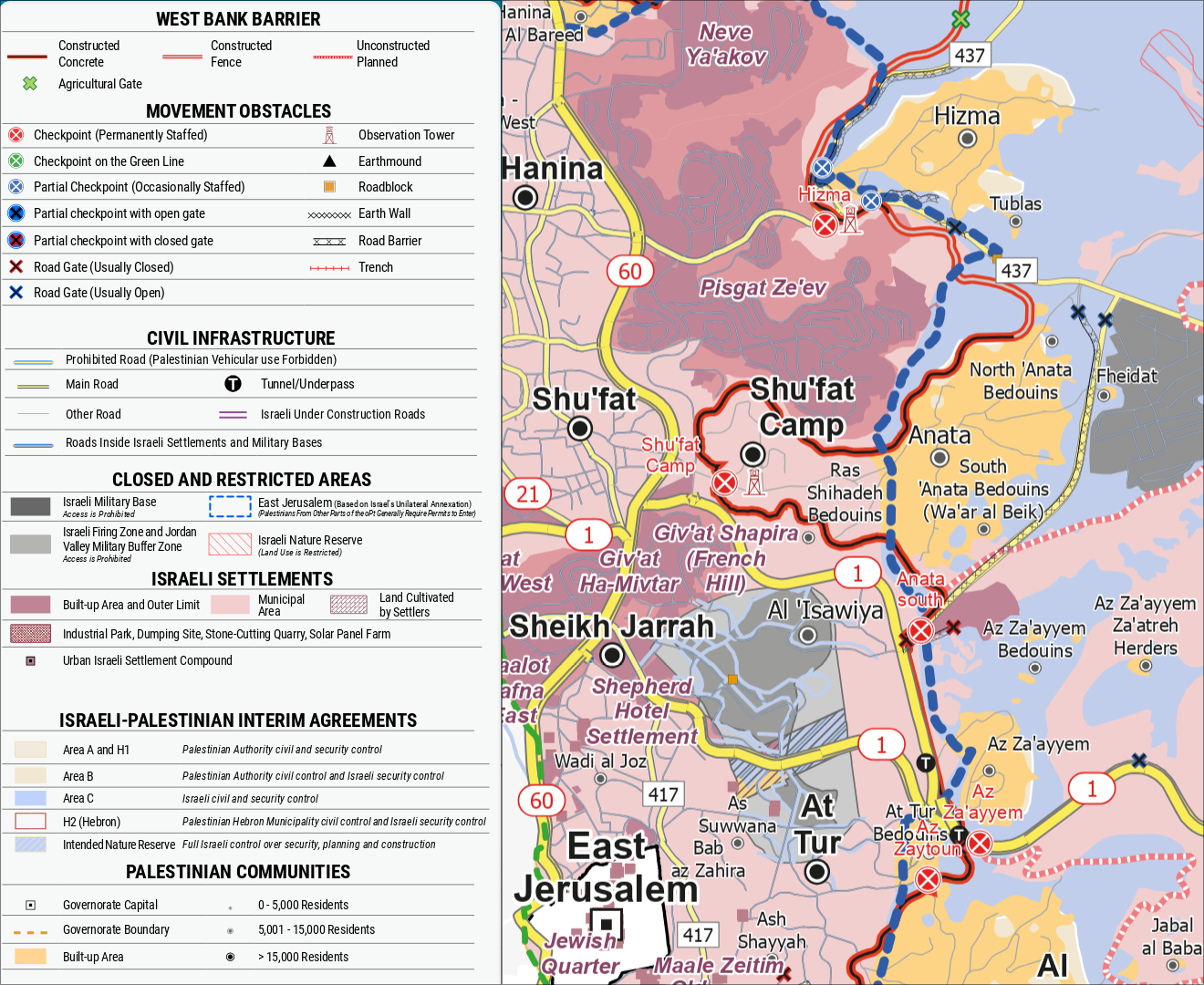
Tерритория лагеря Шуафат

Район был построен Иорданией (которая тогда управляла восточной частью Иерусалима и Иудеей и Самарией) в 1965—1966 годах с целью расселить арабских беженцев на территории, выделенной организации БАПОР. Это был последний лагерь, построенный для палестинских беженцев 1948 года.
Изначально занимал площадь 203 дунама и был рассчитан на 1500 беженцев. После Шестидневной войны был заселён новыми беженцами. После войны границы Иерусалима расширились, и лагерь беженцев вошёл в муниципальные границы города. Таким образом, жители района получили израильский вид на жительство (но не гражданство).
Население района продолжало расти и составляет, по разным оценкам, от 8 до 20 тысяч.
Качество инфраструктуры в городе очень низкое; не все дома подключены к канализации. Жители игнорируют предостережения и достраивают третий и четвёртый этаж к домам, фундамент которых рассчитан только на 1-2 этажа.
Лагерь также страдает от высокой преступности, так как израильская полиция редко вступает туда по соображениям безопасности, a палестинской полиции запрещён въезд на израильскую территорию.